# Keulen-Bertram
Der Keulen-Bertram (Anacyclus clavatus) ist eine Pflanzenart aus der Familie der Korbblütler (Asteraceae).

## Merkmale
Der Keulen-Bertram ist eine einjährige Pflanze, die Wuchshöhen von 15 bis 50 Zentimeter erreicht. Die Blätter sind 2-3-fach gefiedert mit schmalen, fein bespitzten Abschnitten. Die Köpfchen haben einen Durchmesser (ohne die Zungenblüten) von 15 bis 20 mm. Die Hüllblätter sind eiförmig-lanzettlich, spitz, weiß oder purpurn umrandet und besitzen kein Anhängsel. Die Strahlen sind 7 bis 14 Millimeter lang und weiß. Bisweilen sind sie kurz, aufrecht und nicht länger als die Hülle. Nach der Blütezeit sind die Blütentriebe nach oben verdickt. Die äußeren Früchte besitzen an der Spitze der Flügel aufrechte, runde Lappen.

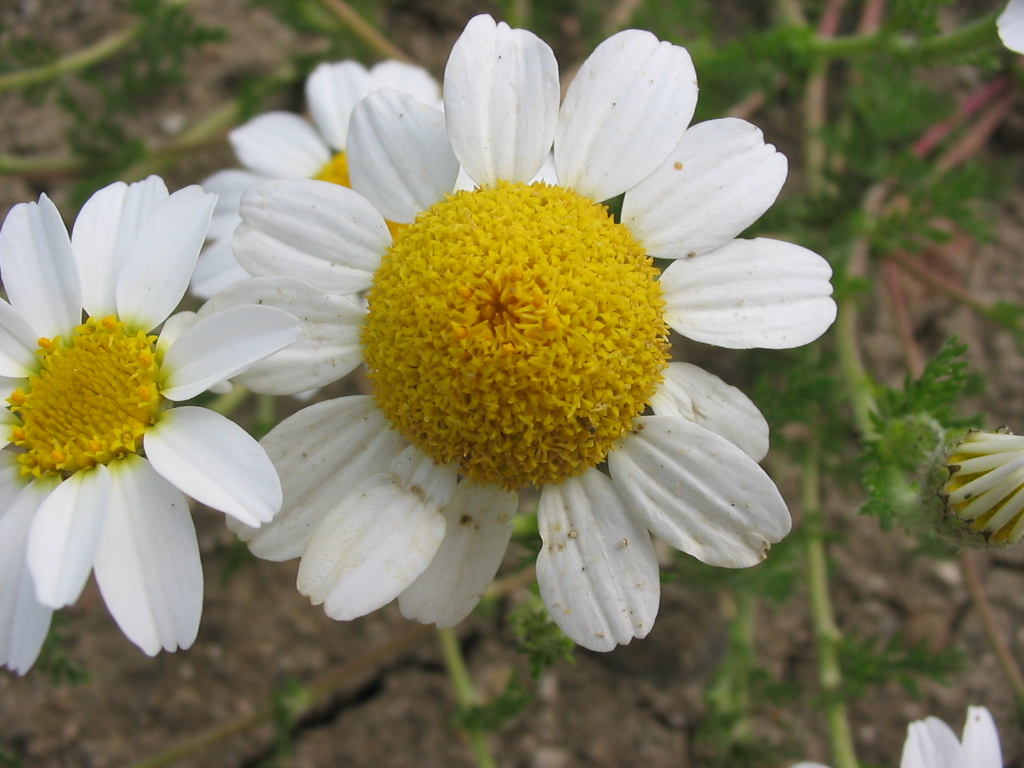
Blüte

Die Blütezeit reicht von Juni bis Juli.
Die Chromosomenzahl ist 2n = 18.

## Vorkommen
Der Keulen-Bertram kommt im Mittelmeerraum in lichten Wäldern, auf Weiden und auf Sand und Kies vom Meeresstrand bis in die montane Stufe vor. Er ist in Südeuropa eine Charakterart des Hordeetum leporini aus dem Hordeion-Verband.

## Nutzung
Der Keulen-Bertram wird selten als Zierpflanze genutzt.